# Laëtitia Dugain
Laëtitia Dugain (Annecy, 27 de noviembre de 1992) es una deportista francesa que compitió en gimnasia artística.
Ganó una medalla de bronce en el Campeonato Europeo de Gimnasia Artística de 2008, en la prueba por equipos. Participó en los Juegos Olímpicos de Pekín 2008, ocupando el séptimo lugar en el concurso por equipos.

## Palmarés internacional
| Campeonato Europeo | Campeonato Europeo         | Campeonato Europeo | Campeonato Europeo   |
| Año                | Lugar                      | Medalla            | Prueba               |
| ------------------ | -------------------------- | ------------------ | -------------------- |
| 2008               | Clermont-Ferrand (Francia) | Medalla de bronce  | Concurso por equipos |